# 壮烈!ブランデンブルグ師団
『壮烈!ブランデンブルグ師団』（そうれつ!ブランデンブルグしだん、ドイツ語: Division Brandenburg）は1960年に公開された西ドイツの戦争映画である。
監督はハラルト・フィリップ、出演はハンス・エルンスト・イェーガー、ヴォルフガング・ライヒマン、ハインツ・ヴァイスらである。第二次世界大戦中のドイツの特殊部隊ブランデンブルグを描いている。
映画のセットは美術監督のオットー・エルトマン、ハンス・ユルゲン・キーバッハによってデザインされた。

## キャスト
| 役名         | 俳優                           | 日本語吹替         |
| 役名         | 俳優                           | 日本テレビ版       |
| ------------ | ------------------------------ | ------------------ |
| プルーク     | ピーター・ノイゼル             | 愛川欽也           |
| ヨーナス     | ハンス・エルンスト・イェーガー | 加藤忠             |
| クーゲルマン | ヘルムート・エーサー           | 原田一夫           |
| デルナー     | ハインツ・ヴァイス             | 千葉耕市           |
| ランド少佐   | ヴォルフガング・ライヒマン     | 富田耕吉           |
| チェルニー   | クラウス・キンスラー           | 宮田光             |
| ポポフ       | ベルト・ソトラル               | 新井量大           |
| 連隊長       |                                | 杉浦宏             |
| 兵(1)        |                                | 伊海田弘           |
| 兵(2)        |                                | 細井重之           |
| 司祭         |                                | 小池明義           |
| 下士官       |                                | 肝付兼太           |
| 妻           |                                | 杉弥生             |
| イギリス兵   |                                | 仲村秀生           |
| ソ連兵       |                                | 水木慧             |
| ナレーション | N/A                            | 若山弦蔵           |
|              |                                |                    |
| 演出         | 演出                           | 好川純             |
| 翻訳         | 翻訳                           | 村上博基           |
| 効果         | 効果                           | NES                |
| 調整         |                                |                    |
| 制作         | 制作                           | 東京プロモーション |
| 解説         |                                |                    |
| 初回放送     | 初回放送                       | 1965年5月25日製作  |